# Roy Rogers

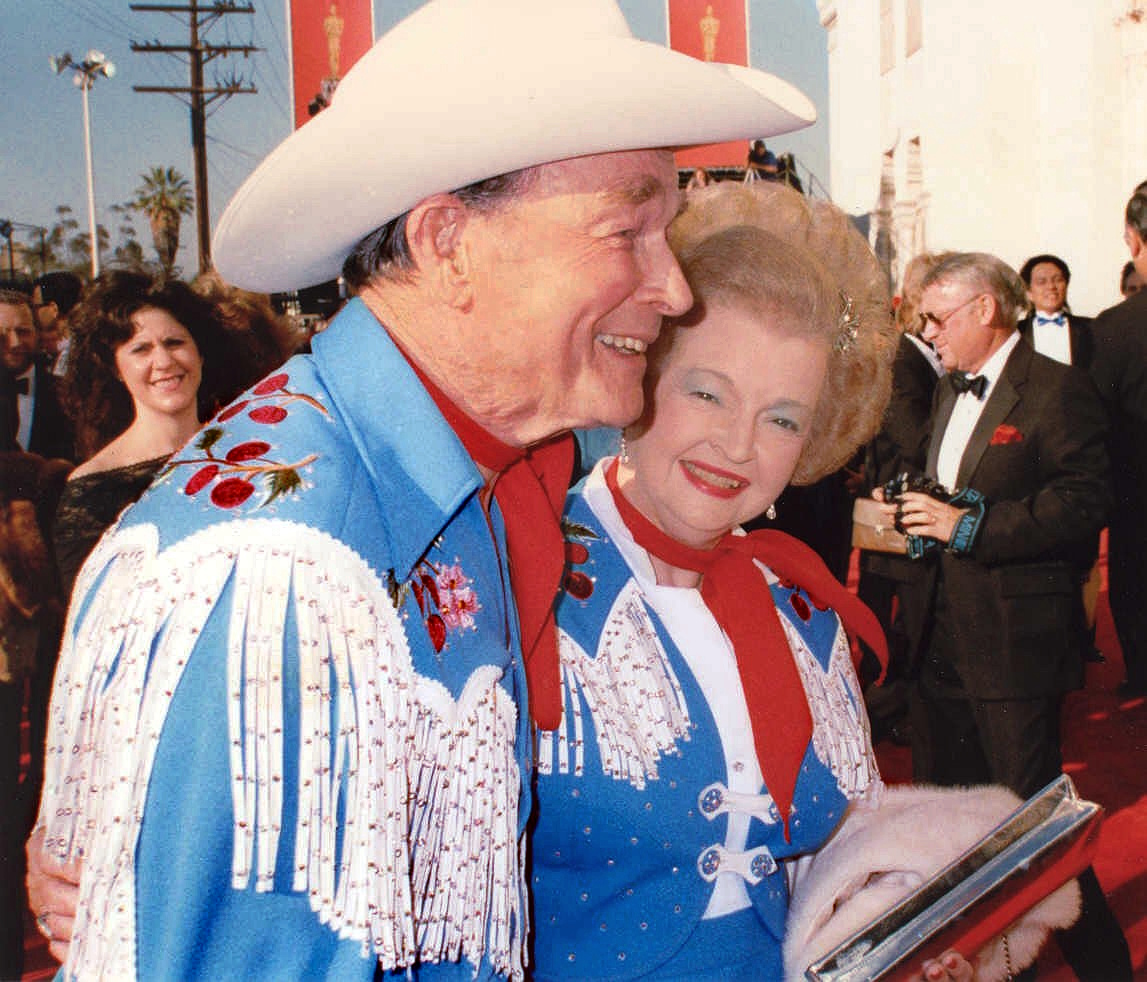
Roy Rogers och Dale Evans vid den 61:a Oscarsgalan 1989.

Roy Rogers (eg. Leonard Sly), född 5 november 1911 i Cincinnati, Ohio, död 6 juli 1998 i Apple Valley, Kalifornien, var en amerikansk skådespelare och sångare, kallad King of the Cowboys.

## Biografi
Han kom till Kalifornien 1929 där han försörjde sig som lastbilschaufför och persikoplockare innan han så småningom fick arbete som sjungande cowboy.
Hade småroller i film från 1935 och fick sitt genombrott 1938 i Under Western Stars.
Mellan åren 1943 och 1954 röstades han fram som den populäraste westernstjärnan och många av hans filmer satte publikrekord på biograferna. Hans medspelare i många av filmerna var hästen "Trigger" (1932-1965), kallad "filmens smartaste häst".
Rogers var en skicklig affärsman och bildade en lång rad företag inom TV-branschen, egendom, boskap, en rodeo show och en restaurangkedja. Hans personliga förmögenhet uppskattades till mer än 100 miljoner dollar.
Han avled, 86 år gammal, av blodstockning i hjärtat.

## Filmografi i urval
- Under Western Stars (1938)
- In old Caliente (1939)
- Rough Rider's Roundup (1939)
- Dark Command (1940)
- Carson City Kid (1940)
- 1940 – Colorado
- Sheriff of Tombstone (1941)
- Romance on the Range (1942)
- Roy vid gränspolisen (1943)
- Cowboy and the senorita (1944)
- The Yellow Rose of Texas (1944)
- My Pal Trigger (1946)
- Song of Arizona (1946)
- Bells of San Angelo (1947)
- Night Time in Nevada (1949)
- Blekansiktets son (1952)
- The Roy Rogers Show (1951-1957; TV-serie)
- Mackintosh and TJ (1975)